# رنه اشنیتسلر
رنه اشنیتسلر (انگلیسی: René Schnitzler؛ زادهٔ ۱۴ آوریل ۱۹۸۵) بازیکن فوتبال اهل آلمان است.
از باشگاه‌هایی که در آن بازی کرده است می‌توان به باشگاه فوتبال سن پائولی، باشگاه فوتبال بایر ۰۴ لورکوزن، و باشگاه فوتبال بروسیا مونشن‌گلادباخ اشاره کرد.
وی همچنین در تیم ملی فوتبال جوانان آلمان بازی کرده است.